# Hastertia bougainvillei
Hastertia bougainvillei là một loài bọ cánh cứng trong họ Cerambycidae.